# Sam Mbende
Sam Mbembé Ebobisse, plus connu sous le nom de Sam Mbende, né le 30 mai 1960 à Douala, est un artiste chanteur et auteur compositeur camerounais.
Il est le président de la société camerounaise de gestion collective de droits d'auteur Cameroon Music Corporation depuis avril 2005 et Président du conseil d’administration de la Panafrican composer's and song writer's Alliance (PACSA) depuis le 18  décembre 2013.

## Biographie

### Enfance et Débuts
Sam Mbende est né le 30 mai 1960 à l'hôpital Laquintinie de Douala de parents Bakoko de Yasuka dans l'arrondissement de Dimbombari. Très jeune, il se sépare de sa mère et vit avec son oncle maternel Epée Mbende Richard, célèbre musicien camerounais et précurseur du Makossa dans les années 1960, plus connu sous le nom d'Epée d'Or. Puis chez un autre oncle  Jean Georges Mbende, administrateur civil.
Il obtient son probatoire au lycée classique de Bertoua au début des années 1980. En 1981, il quitte le Cameroun pour la Belgique et poursuit ses études secondaires au Collège Saint Michel de Bruxelles où il obtient un Baccalauréat B. Il obtient assi une licence en droit à l'Université de Louvain en Belgique en 1991. Plus tard il va aux États-Unis où il suit également des cours à Berkley pour se spécialiser dans l’arrangement des harmonies musicales. Puis il  retourne en Belgique et y obtient un diplôme en droit et un autre en philosophie, ainsi qu’une licence en droit d’auteur et d’édition musicale.
Il forme avec Guy Nsanguè et Etienne Mbappè le groupe Sky Loves qui sort trois albums entre 1983 et 1986. Il commence sa carrière solo en 1986 avec son premier disque intitulé Nobra. Il est surnommé Epée d'Or II, en référence à Epée "d'or" Ndendé, son oncle et l'un des précurseurs du Makossa des années.

### Carrière musicale
Son premier album Mauvais chasseur, sorti en 1987, le révèle au grand public. En 1999, il sort l'album Oh mama , qui connait un grand succès et dans lequel on retrouve sa chanson à succès Rosita.
En 1999, Sam Mbende est le directeur artistique et producteur exécutif du titre Etam qui révèle le groupe Macase.
En décembre 2013, après 15 années de pause, il sort son quatrième album intitulé Glamour.

### CMC
Sam Mbende est élu à tête de la présidence de la Cameroon Music Corporation en 2005. En 2008, parait l'ouvrage, Musique et droit d'auteur au Cameroun, Sam Mbende, ou l'art du possible du journaliste camerounais e Manfred Moumi Nginya.
Le 10 mai 2008, Sam Mbende est reconduit à la tête du conseil d’administration de la CMC dans un contexte très tendu, deux jours seulement avant que l’agrément de la société de gestion collective  ne soit retirée par le Ministre de la culture.

### PACSA
Le 18  décembre 2013, il est élu président  du conseil d'administration de l'Alliance panafricaine des auteurs et compositeurs(PACSA) et remplace le Sud-africain Lesly Lithusi à la tête de l'organisation,.

## Discographie
- 1987 :Mauvais chasseur
- 1999 : Epée d'or
- 1999 : Oh mama
- 2013 : Glamour

## Polémiques
Peu de temps après avoir accompagné le groupe Macase dans la production de leur premier album Etam, enregistré en juillet 1998 et sorti en juin 1999, une polémique éclate. Le groupe  parle d'un différend avec leur producteur Sam Mbendé et dénonce le contrat avec leur producteur.
En 2006, il fait l'objet de plusieurs accusations de malversations et de détournements financiers en tant que président du conseil d'administration de CMC. Et, alors qu'il est en séjour à l'étranger, des employés de la CMC sont convoqués au Sed au sujet des probables détournements de fonds du PCA. Il est soupçonné d’avoir détourné en partie une redevance de 100 millions de francs CFA (150.000 euros) versée par une entreprise à la CMC. Sam Mbende affirme que ses accusations sont non fondées et ces plaintes n'aboutissent pas en condamnation.